# Jane Alexander

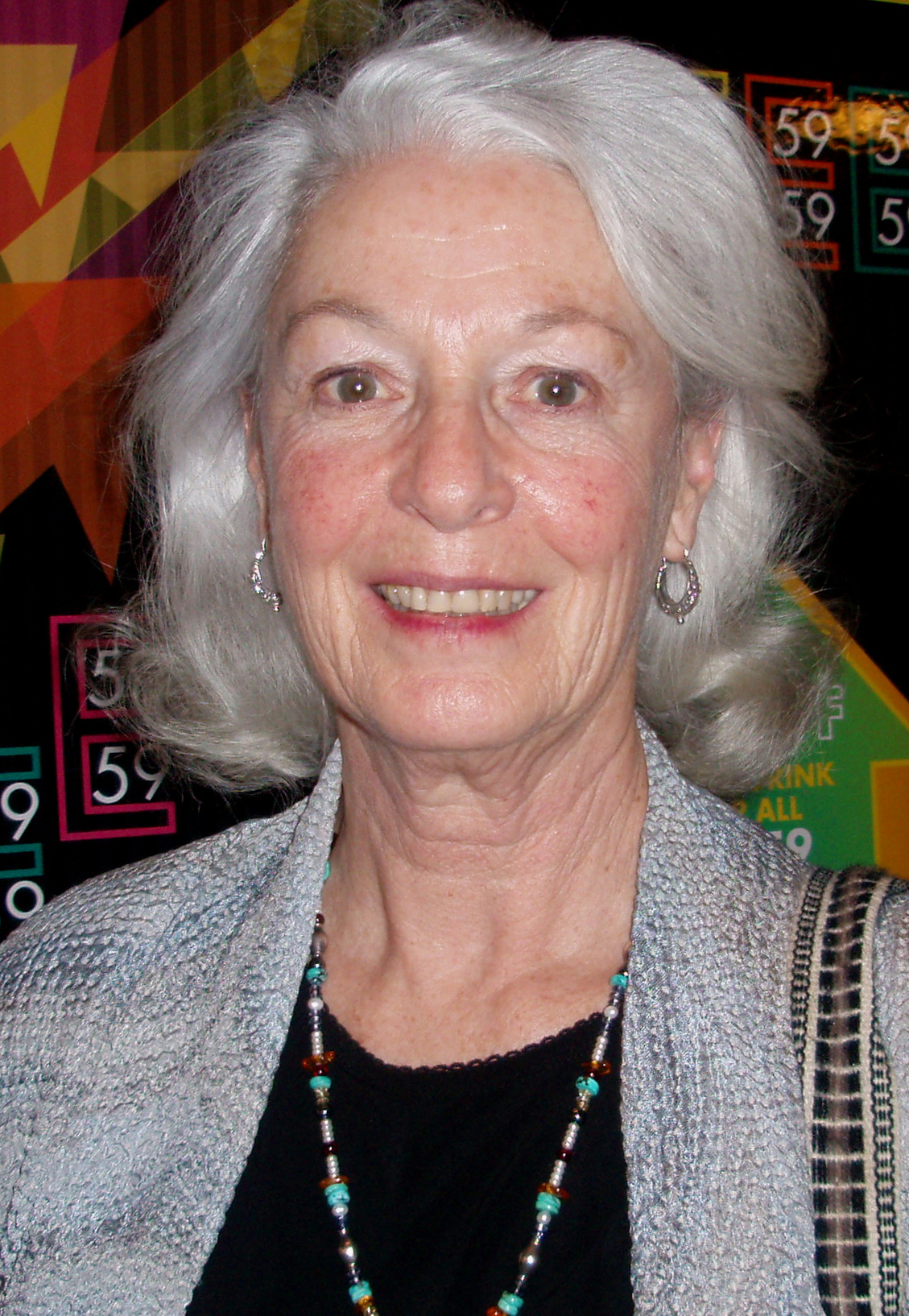
Alexander în 2008

Jane Alexander (n. 28 octombrie 1939, Boston, Massachusetts, SUA)  este o actriță americană de film, teatru și de televiziune. 
Printre cele mai cunoscute filme ale sale se numără Marea speranță albă (1970), Toți oamenii președintelui (1976) și Kramer contra Kramer (1979).

## Biografie
Fiica lui Thomas B. Quigley, un chirurg ortoped de origine irlandeză și germană, și Ruth Elizabeth Pearson, o asistentă a cărei familie emigrase din Noua Scoție, (Canada) în SUA, Jane a absolvit Beaver Country Day School, o școală pentru fete din Chestnut Hill, Massachusetts, SUA. Îndemnată de tatăl ei să urmeze o facultate înainte de a urma o carieră de actorie, Jane a urmat Colegiul Sarah Lawrence din Bronxville, New York, unde a urmat teatrul, dar a studiat și matematica în special în ceea ce privește programarea computerelor, în cazul în care nu va reuși ca actriță.
Și-a întâlnit primul soț, regizorul de teatru Robert Alexander, la începutul anilor 1960, în New York City, unde ambii urmau o carieră de actorie.
Jane Alexander a început să lucreze în teatru la Washington, D.C. în 1966, după ce și-a terminat pregătirea de actorie. În 1969 și-a făcut debutul pe Broadway în drama despre box The Great White Hope, pentru care a primit un premiu Tony. Un an mai târziu, a jucat și rolul Eleanorei Backman, alături de James Earl Jones, în adaptarea cinematografică a lui Martin Ritt, pentru care a primit prima ei nominalizare la Oscar. Pe măsură ce cariera ei a progresat, a mai fost nominalizată de trei ori la Oscar și a primit încă șase nominalizări la premiile Tony. 
Alexander poate fi văzută atât în producții de televiziune, cât și în cinema, filmografia ei incluzând peste 60 de lucrări.
În 1993 a fost numită director al National Endowment for the Arts de către președintele american Bill Clinton, funcție în care a rămas până în 1997.
În 1994, Alexander a fost inclusă în American Theatre Hall of Fame. În 1999 a fost aleasă la American Academy of Arts and Sciences (Academia Americană de Arte și Științe). 
Actrița a fost căsătorită de două ori: cu Robert Alexander din 1962 până la divorțul lor în 1974, apoi cu producătorul de teatru Edwin Sherin din 1975 până la moartea sa în 2017. Din prima căsătorie are un fiu, Jace Alexander, care a devenit și el actor, iar cu Sherin trei copii, Tony, Geoffrey și Jon.

## Filmografie selectivă
- 1970 Marea speranță albă (The Great White Hope), regia Martin Ritt
- 1971 Rivalen des Todes (A gunfight), regia Lamont Johnson
- 1976 Toți oamenii președintelui (All the President’s Men), regia Alan J. Pakula
- 1979 Kramer contra Kramer (Kramer vs. Kramer), regia Robert Benton
- 1980 Brubaker, regia Stuart Rosenberg
- 1983 Testament, regia Lynne Littman
- 1984 Calamity Jane, regia James Goldstone
- 1984 City Heat – Der Bulle und der Schnüffler (City Heat), regia Richard Benjamin
- 1989 Glorie (Glory), regia Edward Zwick
- 1999 Legea pământului (The Cider House Rules), regia Lasse Hallström
- 2002 Sunshine State (Sunshine State), regia John Sayles
- 2002 Avertizarea (Ring), regia Gore Verbinski
- 2006 Fell – Eine Liebesgeschichte (Fur – An Imaginary Portrait of Diane Arbus) regia Steven Shainberg
- 2007 Zauber der Liebe (Feast of Love) – Regie: Robert Benton
- 2009 Terminatorul: Salvarea (Terminator Salvation), regia McG
- 2011 Dream House, regia Jim Sheridan
- 2013 Mr. Morgan's Last Love, regia Sandra Nettelbeck
- 2017 Three Christs (Three Christs), regia Jon Avnet
- 2020 The Man in the Woods, regia Noah Buschel